# Calamagrostis heterophylla
Calamagrostis heterophylla är en gräsart som först beskrevs av Hugh Algernon Weddell, och fick sitt nu gällande namn av Pilg.. Calamagrostis heterophylla ingår i släktet rör, och familjen gräs. Inga underarter finns listade i Catalogue of Life.